# 구나얄라 특구

구나얄라 특구의 위치

구나얄라 특구(스페인어: Guna Yala)는 파나마 동부에 위치한 원주민 특구로 행정 중심지는 엘포르베니르이며 면적은 2,358.2km2, 인구는 33,109명(2010년 기준)이다. 1938년 콜론 주와 파나마 주에서 분리되어 신설되었으며 이전에는 산블라스 특구(San Blas)라는 이름을 사용하였다. 4개 구를 관할한다. 북쪽으로는 카리브해, 서쪽으로는 콜론 주, 남쪽으로는 다리엔 주, 엠베라워우난 특구와 접하며 동쪽으로는 콜롬비아와 국경을 접한다.